# Otto-Wieselmaki
Der Otto-Wieselmaki (Lepilemur otto) ist eine auf Madagaskar lebende Primatenart aus der Gruppe der Wieselmakis innerhalb der Lemuren. Die Art wurde 2007 von einer Forschergruppe der Tierärztlichen Hochschule Hannover erstbeschrieben. Der Name ehrt den Unternehmer Michael Otto, der die Erforschung und Erhaltungsmaßnahmen der madagassischen Primaten finanziell unterstützt hat.

## Merkmale
Otto-Wieselmakis sind wie alle Wieselmakis relativ kleine Primaten, ihr Gewicht beträgt durchschnittlich 0,94 Kilogramm. Der Kopf ist rundlich, das Gesicht grau, die Augen sind als Anpassung an die nachtaktive Lebensweise vergrößert. Das Fell ist am Rücken und an den Armen graubraun gefärbt, entlang des Rückens erstreckt sich ein dunkler, diffuser Aalstrich. Der Bauch ist weißlich-grau, der Schwanz ist graubraun bis tiefbraun und endet manchmal in einer weißen Spitze.

## Verbreitung und Lebensweise

Verbreitungsgebiet des Otto-Wieselmakis (rot)

Otto-Wieselmakis sind nur aus der Region Ambodimahabibo im nordwestlichen Madagaskar bekannt. Ihr genaues Verbreitungsgebiet ist unklar, möglicherweise erstreckt es sich zwischen den Flüssen Mahajamba im Westen und Sofia im Norden. Ihr Lebensraum sind trockene Laubwälder.
Über die Lebensweise dieser neu entdeckten Art ist kaum etwas bekannt. Wie alle Wieselmakis dürften sie nachtaktive Baumbewohner sein und sich von pflanzlichem Material, insbesondere Blättern, Früchten und Knospen, ernähren.

## Gefährdung
Die Zerstörung ihres Lebensraums stellt wohl die Hauptbedrohung dieser Tiere dar, genaue Angaben sind auch aufgrund des unklaren Verbreitungsgebietes nicht möglich. Die IUCN listet die Art unter „stark gefährdet“ (endangered).